# Adoucu
Adoucu war ein Stückmaß in Pondichery.
- 1 Adoucu = 48 Blätter Betel